# William Bachrach
William Bachrach, né le 15 mai 1879 à Chicago et mort le 16 juillet 1959 dans cette même ville est un nageur, joueur de water-polo puis entraîneur américain. 
William Bachrach est l'un des seize enfants de Charles et Leonora Bachrach habitant Elgin (Illinois). Il combat pendant la guerre hispano-américaine.
Il commence sa carrière d'entraîneur à la YMCA du centre de Chicago. Il a ensuite été recruté par l'Illinois Athletic Club. Il y a entraîné plusieurs générations de nageurs, nageuses et joueurs de water-polo entre 1912 et 1954. Son style d'entraîneur fait que ses nageurs l'ont surnommé « tyran bien-aimé »,. Il transforme définitivement le style de nage, demandant à ses nageurs de pousser avec les mains jusqu'aux hanches quand précédemment, les nageurs arrêtaient le mouvement plus avant.
Grâce à lui, l'équipe de water-polo de l'Illinois Athletic Club remporte quatre titres nationaux entre 1914 et 1917. En 1914, ses équipes masculines remportent tous les titres aquatiques de l'Amateur Athletic Union,.
Il a été entre autres l'entraîneur de Harry Hebner (champion olympique du 100 mètres dos masculin aux Jeux olympiques de 1912), Perry McGillivray (champion olympique du 4X200 mètres nage libre aux Jeux de 1920), Norman Ross (triple champion olympique en 1920), Robert Skelton (champion olympique du 200 mètres brasse masculin aux Jeux olympiques d'été de 1924), Johnny Weissmuller (quadruple champion olympique aux Jeux de 1924, double champion olympique en 1928 et multi recordman du monde), le Suédois Arne Borg (champion olympique en Jeux de 1928, Sybil Bauer (championne olympique du 100 mètres dos féminin aux Jeux olympiques d'été de 1924), Ethel Lackie (double championne olympique en 1924),. William Bachrach est l'entraîneur des équipes américaines masculine et féminine de natation aux Jeux olympiques d'été de 1924 et de 1928,. « Ses » nageurs ont remporté 13 médailles d'or à Paris en 1924 et encore 10 à Amsterdam en 1928. 
Johnny Weissmuller, vainqueur du 100 mètres chez les hommes et Ethel Lackie qui remporte la même distance chez les dames, sont tous deux entraînés par Bill Bachrach. Il faut attendre les Jeux de 1956 pour que ce fait se reproduise.